# Ion Gheorghe Duca
Ion Gheorghe Duca, adesea I. G. Duca sau Ion G. Duca / Ion Gh. Duca (n. 20 decembrie 1879, București, România – d. 30 decembrie 1933, Sinaia, Prahova, România) a fost un om politic liberal român. A fost inițiat în francmasonerie, când se afla la studii în Franța. A deținut funcțiile de  ministru al educației (1914-1918), ministru al agriculturii (1919-1920), ministru al afacerilor externe (1922-1926), ministru al afacerilor interne (1927-1928), și a fost cel de-al 35-lea prim-ministru al României între 14 noiembrie și 30 decembrie 1933, la această ultima dată fiind asasinat de trei legionari, supranumiți de ai lor "Nicadori", din cauza eforturilor sale de a opri Mișcarea Legionară.

## Cariera
- Între anii 1885-1897, Duca a urmat clasele primare și primele două de liceu în particular; clasele a III-a și a IV-a de liceu le-a urmat la "Cantemir" iar cursul superior la "Sf. Sava", unde a fost coleg de clasa cu Gala Galaction, Tudor Arghezi, și N. D. Cocea.
- În iunie 1897, I.G. Duca trece bacalaureatul, iar din toamna aceluiași an îl găsim la Paris, unde urmează cursurile universitare. Tânărul Duca a studiat cinci ani în capitala Franței. În trei ani și-a dat licența, iar în alți doi își susține doctoratul în drept și științe politice, la Sorbona, cu teza "Societățile cooperatiste în România" (tipărită în 1902, în limba franceză, la Paris).
- Tipărește conferința sa despre 10 Mai București
- I.G. Duca începe colaborarea la ziarul ,,Universul'', ca precursor al cronicii de politică externă în jurnalistica românească; la 4 ianuarie 1914, devenind ministru, încetează activitatea gazetărească la marele cotidian.
- În perioada 1906 - 1911 a semnat o astfel de cronică a politicii internaționale și în revista ,,Viață Românească''.
- Revenit în țară (din Franța), Duca a intrat în magistratură, ca judecător la ocolul de  Vîlcea în Ardeal, județ de care își va lega mare parte din viață și activitate. Recomandat de premierul I.I.C. Brătianu ministrului de justiție Eugen Stănescu, acesta îl întreabă unde anume ar dori să fie numit. La răspunsul lui Duca: ,,Oriunde, dreptatea este la fel '', ministrul Stănescu, încântat, a riscat profeția: ,,Ești o rară excepție în generația d-tale. Vei ajunge departe ''.
- În martie 1903, la intervenția lui Vintilă Brătianu, este adus la București și numit subdirector, apoi director al Casei Centrale a Cooperației și subdirector general al Creditului Agricol, funcții care i-au permis să-și aducă o substanțială contribuție la dezvoltarea economiei naționale.
- Publică "Mișcarea Băncilor populare din România" (București,1904) și "Curs complet de istoria diplomatică a Europei" (București 1905).
- În vara anului 1907, I.G. Ducă se înscrie în Partidul Național Liberal condus de I.I.C. Brătianu; își depune candidatura și este ales deputat al Colegiului II Fălciu, în Parlament.
- La data de 12 decembrie 1907 debutează în Adunarea Deputaților cu un discurs pe marginea dezbaterilor privind modificarea Legii învoielilor agricole. Succesul este deplin. Take Ionescu îl întâmpină cu entuziasm: ,,Te felicit, d-le Duca, și îți urez să nu întâlnești, ca mine, în cariera d-tale coaliția invidioșilor! '' P. P. Carp este însă caustic: ,,Băiete dragă, să nu-ți irosești talentul în acest grup (liberal)''; la care ,,elevul Duca'' - după expresia omului de spirit nepereche; ,,Maestre, nu-mi voi irosi niciodată talentul. În această grupare cred că e locul meu''.
- În decembrie 1909, Duca rostește primul său discurs la Mesajul Tronului; expunerea sa are caracter polemic, se referă la problematica agrară și se constituie într-o filipică usturătoare la adresa partidelor de opoziție. Intrigat, temutul tribun P.P. Carp i-a aruncat butada, pe cât de scânteietoare, pe atât de nedreaptă: ,,Elevul Duca a făcut o admirabilă compoziție de retorică. Formă splendidă, gândire slabă.''
- Între anii 1910-1913 are alte apariții editoriale: "La mouvement coperatiste en Roumanie" (București, 1910); "Politica noastră externă" (București, 1913).
- În data de 4 ianuarie 1914, se formează Guvernul național-liberal, condus de I.I.C. Brătianu, în care I.G. Duca deține portofoliul Instrucțiuni Publice și Cultelor. La ceremonia depunerii jurământului, regele Carol I se adresează astfel celui mai tânăr ministru: ,,Pe Duca îl cunosc încă de când era copil; când el s-a născut, eu domneam de 15 ani. Cât de mult am îmbătrânit, dacă am azi miniștri care s-au născut pe când eu domneam de mult și pe care i-am cunoscut când erau copii mici''.

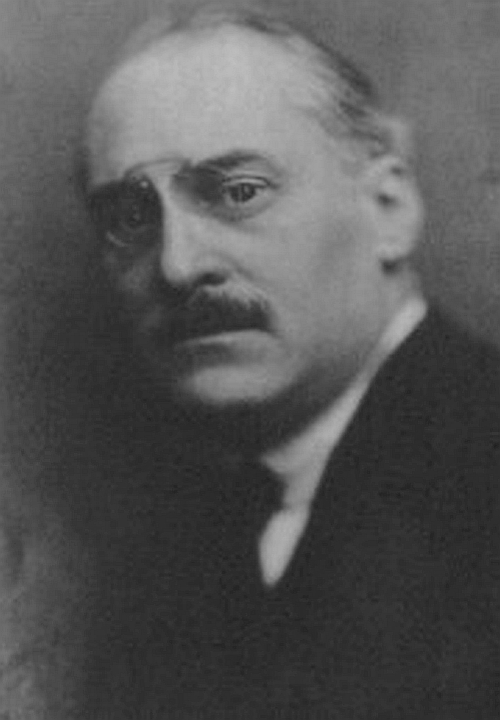
I. Gh. Duca

- Pe lângă realizările pe tărâmul învățământului, Duca se numără printre militanții cei mai activi ai acțiunii naționale întru desăvârșirea unității statale românești.
- La 14 ianuarie 1918 guvernul condus de I.I.C. Brătianu lucrează pentru împlinirea Marii Unirii.
- La 29 septembrie 1919 o nouă retragere în opoziție a Partidului Național Liberal, timp în care se încearcă refacerea potențialului, a capitalului politic uzat în lungi și complexe guvernări. În campania de redresare, capacitățile organizatorice și gazetărești ale lui I.G. Duca sunt folosite din plin și cu maximum de rezultate practice.
- I se publică broșura "I.C. Brătianu și problema agrară" (București, 1921).

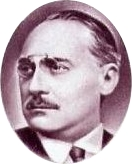
I. Gh. Duca pe un timbru

- Guvernarea național-liberală, sub președinția aceluiași I.I.C. Brătianu, în care timp se pun bazele noilor structuri ale statului român și ale noului regim social-politic postbelic.
- I.G. Duca este titularul Ministerului de Externe, evidențiindu-se la Liga Națiunilor, în cadrul Micii Înțelegeri, fiind, de asemenea, inițiatorul constituirii, în martie 1925, la Sinaia, a Micii Antante a Presei.
- Din această perioadă ne-au rămas și câteva zeci de pagini de însemnări făcute cu prilejul Conferinței de la Lausanne (în noiembrie-decembrie 1923).
- Publică lucrarea sintetică "La Politique Extérieure de la Roumanie. Les efforts de la Roumanie pour consolidation de la paix mondiale" (București, 1924), apoi broșura "Chestiunea graniței Banatului" (București, 1924).
- La data de 21 iunie 1927, după scurte guvernări Al. Averescu și Barbu A. Știrbey (10 martie 1926-20 iunie 1927), I.I.C. Brătianu readuce Partidul Național Liberal la cârma țării. I.G. Ducă va fi ministru de interne în noul cabinet.
- În noiembrie 1928 Partidul Național Liberal pierde supremația în stat, în favoarea Partidului Național Țărănesc. Reculul Național-Liberalilor este datorat și morții intempestive a atotputernicului I.I.C. Brătianu, cu I.G. Duca profilându-se de acum ca al doilea om politic în ierarhia național-liberalilor.
- Murind între timp și regele Ferdinand, la 19 iulie 1927, conducerea statului fusese încredințată Regenței - patriarh Miron Cristea, prințul Nicolae, președintele Curții de Casație, G. Buzdugan - moștenitorul legitim, voievodul Mihai, fiind minor.
- Duca scrie prefața la cartea lui Radu Budișteanu - "Societatea Națiunilor și principiul suveranității statelor" (București, 1929).
- La 8 iunie 1930 fostul moștenitor al tronului, prințul Carol, ce renunțase la domnie în decembrie 1924, se reîntoarce în țară și se autoinstaurează cu titlul regal de Carol al II-lea. Partidul Național Liberal fusese cu ani în urmă la originea consfințirii oficiale a abdicării prințului Carol. O dată cu Restaurația, situația național-liberalilor devine tot mai delicată. Vintilă Brătianu nici nu supraviețuiește prea mult impactului, încetând din viață în decembrie 1930.
- La 22 decembrie 1930 I.G. Duca devine președinte al Partidului National Liberal. Dată fiind și criza economică acută ce bântuia lumea, I.G. Duca încearcă nivelarea vechilor asperități și apropierea de Regele Carol al II-lea și de camarila sa. De la declarația lui Duca - ,,Să mi se usuce dreapta dacă o voi întinde aventurierului'', rostită în grabă și în emoția sosirii lui Carol Caraiman (numele burghez ales de regele abdicat) la București - și până la intrarea în grațiile regale, saltul s-a dovedit a fi... mortal.

## Biografia
S-a născut în București, fiind fiul inginerului Gheorghe Duca și al Luciei Ghica. A intrat în Camera Deputaților ca reprezentant al Partidului Național Liberal în 1908 și a servit ca ministru din 1914. Numit ministru de externe în 1922, era un susținător al Micii Înțelegeri, formată din România, Iugoslavia și Cehoslovacia, cu scopul de a împiedica revizionismul Ungariei (care cerea retrocedarea  Transilvaniei - obținută de România după Primul Război Mondial) și de a împiedica dinastia habsburgică de a se întoarce la putere în Europa Centrală.
În calitate de ministru de externe, I. G. Duca, afirmase: "Oricare cunoaște politica românească [....] știe că una din directivele fundamentale, directiva de la care de 40 de ani nimeni nu s-a abătut, în nici o împrejurare și față de nici o țară, este aceea de a nu se amesteca în politica internă a altor țări. Neamestecându-ne noi în politica internă a altora, am avut grijă ca și ceilalți să nu se amestece în  politica noastră".

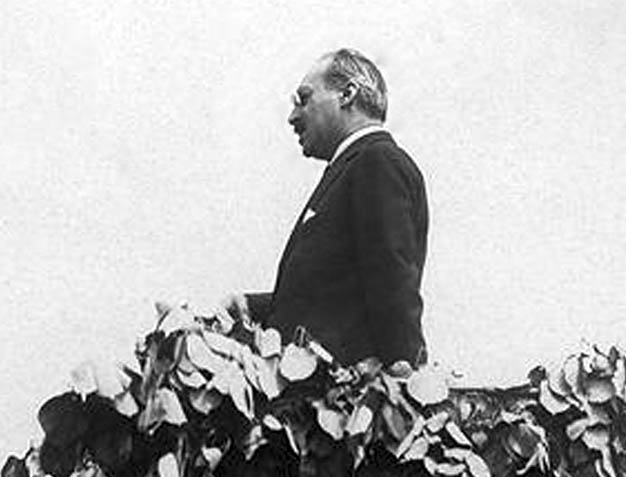
Ion Gheorghe Duca

În noiembrie 1933, regele Carol al II-lea i-a cerut să devină șeful guvernului ca prim-ministru până la alegerile din decembrie. În această funcție, Duca a încercat să anihileze organizația naționalistă de extremă dreaptă, Garda de Fier. A inițiat măsuri dure de represiune împotriva acesteia cu scopul de a o împiedica să participe la alegerile din decembrie 1933. De asemenea, a luat măsuri pentru a permite emigrarea evreilor către România. A fost ucis după scurtă vreme în gara Sinaia de Nicolae Constantinescu, un susținător al Gărzii de Fier.
Regele Carol fusese informat despre ce aveau de gând "Nicadorii" legionari, după ce șeful poliției, Gabriel Marinescu, primise o notă care deconspira întregul plan, însă regele a dat următoarea dispoziție: „Ține nota la birou și n-o transmite mai departe”. Informarea fusese făcută chiar de vărul unuia dintre atentatori care era informator al poliției.

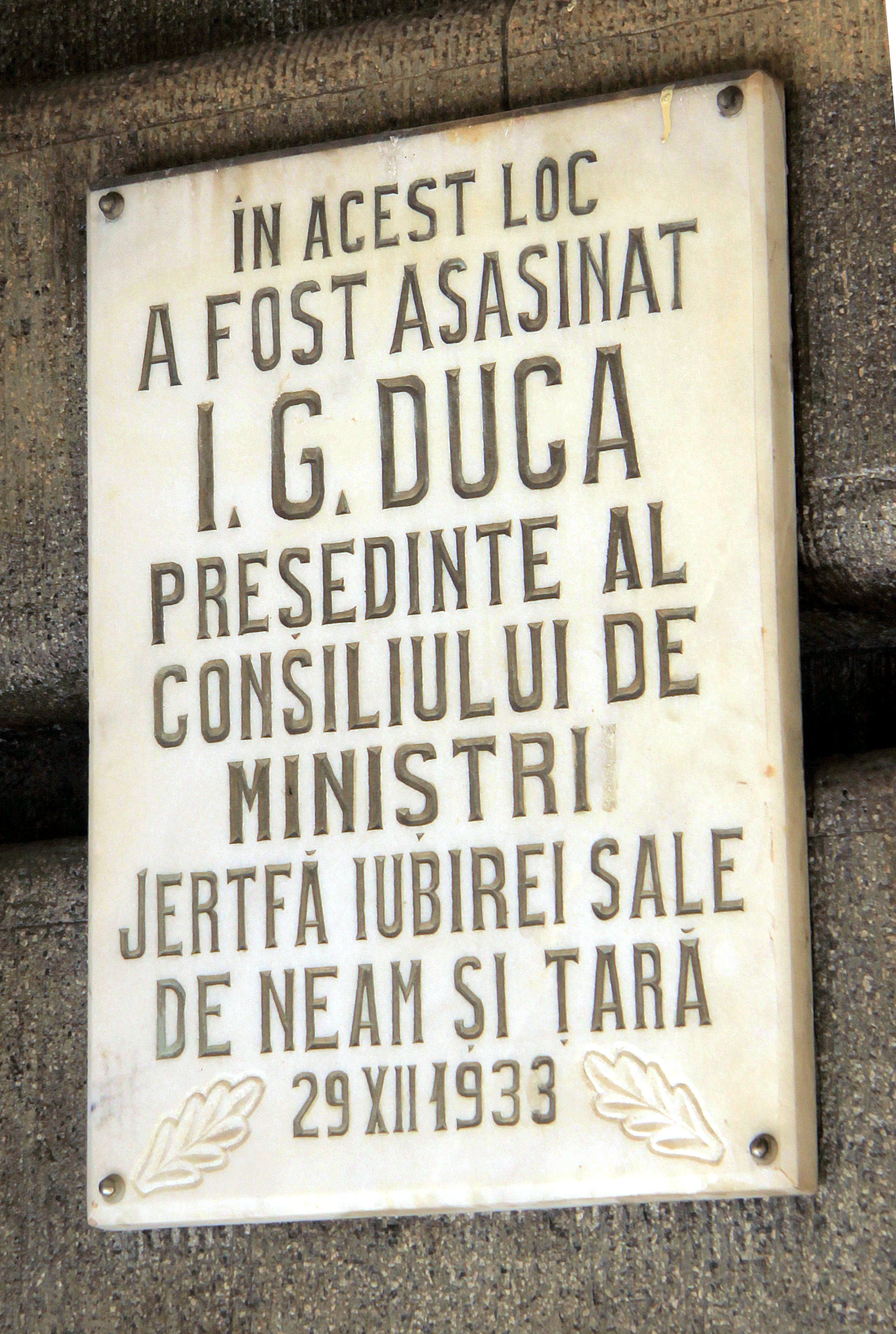
Placa memorială a lui I. G. Duca în gara Sinaia

Împreună cu un grup de profesori și oameni de știință, Ion Gheorghe Duca a ajutat la întemeierea  Mișcării de cercetași din România, inclusiv a  organizației Cercetașii României.
Duca și-a scris memoriile despre experiența sa ca ministru în timpul Primului Război Mondial, publicate în 1981 în trei volume la editura Jon Dumitru din München.

## Asasinarea
Ion Gheorghe Duca sfârșește prin a cădea victimă grupului de legionari, ulterior numit de către propria organizație Nicadorii, parte a transformării lor propagandistice in eroi, alcătuit din Nicolae Constantinescu, Ion Caranica și Doru Belimace. Pe peronul gării Sinaia, în seara zilei de 29 decembrie 1933, Nicolae Constantinescu i-a pus o mână pe umăr și apoi i-a tras o rafală de cinci gloanțe în ceafă, omorându-l pe loc. Evenimentul a fost urmat de zilei naționale de doliu și îngropat la cererea sa testamentară în interiorul bisericii din Urșani, Vâlcea.
„Moartea lui I.G.Duca, omul cu mâinile delicate și pure și cu melancolia intimidată blajin a privirii, cinstit până la uitarea de sine, până la sărăcie și până la mizeria deghizată, să fie acum pentru intelectualitate un prilej de meditație și sinceritate, zadarnic râvnită în urma unui număr de 800 000 de alți morți ale căror giulgii au rămas neprimite” – Tudor Arghezi, 14 ianuarie 1934